# Shiveara
× Shiveara (abreviado Shva en el comercio) es un híbrido intergenérico entre los géneros de orquídeas Aspasia × Brassia × Odontoglossum × Oncidium.  Fue publicado en Orchid Rev. 99( 1177) cppo: 3 (1991).